# Умакао
Умакао (исп. Humacao) — муниципалитет Пуэрто-Рико, расположенный на восточном побережье у Атлантического океана. На 2015 год население муниципалитета составляло 54 827 человек.
Город назван в честь касика одного из племён таино Хумакао (или Хумака), населявших территорию современного города. Первое поселение на данном месте было основано в 1721—1722 годы иммигрантами с Канарских островов, а статус города Умакао получил в 1894 году.
Из-за своего местоположения на побережье и относительно небольшого расстояния от столицы, Умакао является популярным туристическим городом.